# Тимофийчук, Владимир Павлович
Влади́мир Па́влович Тимофийчу́к (укр. Володимир Павлович Тимофійчук; род. 29 июля 1987, Черновцы) — украинский деятель, депутат Киевского областного совета VIII созыва, телеведущий, журналист, член Национального союза журналистов Украины.

## Биография
Родился 1987 году в городе Черновцы. С 1994 по 2003 год учился в СШ № 6. Одновременно закончил обучение в музыкальной школе № 2 по классу скрипки и форте-пиано. С 2003 по 2007 год учился в Черновицком училище искусств на факультете «зрелищно-театрализованные мероприятия», получил диплом младшего специалиста по специальности организатор массовых праздников.
В 2007 году поступил на факультет «кино-телеискусства» Института кино и телевидения Киевского национального университета культуры и искусств (КНУКиИ) (специальность — диктор, телеведущий и журналист), который окончил в 2012 году получив диплом специалиста.

## Профессиональная деятельность
- Режиссёр монтажа в Черновицкой государственной телерадиокомпании «Буковина»
- Ведущий информационных программ «Новости» и «Итоги дня»[2] на телеканале Первый национальный.
- Журналист программы «Люстратор 7.62»[3] на телеканале «2+2».
- Журналист программы «Главная тема»[4] на ТРК Украина.
- Журналист программы «Секретные материалы» на телеканале «1+1».

## Общественная и политическая деятельность
• Член общественного совета по вопросам люстрации при Министерство юстиции Украины (апрель 2017 — апрель 2019).
• Помощник-консультант народного депутата Украины Куницкий Александр Олегович на общественных началах (12 ноября 2019 — 1 декабря 2020).
• 25 октября 2020 во время очередных местных выборов был избран депутатом Киевский областной совет VIII созыва.

## Семья и личная жизнь
Есть сын Марк (7 ноября 2021), мать Алакозова Полина Эдуардовна .

## Интересные факты
В 2012 году стал участником длительного в мире музыкального телевизионного марафона «Песня объединяет нас». Это событие вошло в Книги рекордов Гиннесса. В течение 110 часов в прямом эфире телеканала «Первый Национальный» (сейчас UA: Первый) непрерывно звучали национальные песни в исполнении известных украинских артистов. Владимир Тимофийчук во время телемарафона исполнил песню Николая Мозгового "Проходит день, проходит ночь ".

## Награды
19 мая 2017 одержал победу в номинации «Лучшее журналистское расследование» среди участников VIII общенационального конкурса профессиональной журналистики «Честь профессии».

## Сыгранные роли
- сентябрь 2010 — сериал «Дело было на Кубани», реж. Сергей Щербин
- ноябрь 2010 — док. сериал «Прототипы», Рroduction «Профи ТВ»
- июль 2010 — док. сериал «Менты. Тайны большого города»[9], реж. Вячеслав Криштофович
- май 2011 — сериал «Возвращение Мухтара» 7 сезон, серия 54 «Бюст», сцен. Борис Винарский
- август 2011 — сериал «Байки Митяя» серия 9, реж. Алексей Кирющенко
- ноябрь 2012 — сериал «Возвращение Мухтара» 8 сезон, серия 72 «Три альбома», реж. Анатолий Степаненко
- март 2019 — сериал «Агенты справедливости» 7 сезон, серия «Банковская тайна»[10], производство «Телеканал Украина»
- июнь 2019 — сериал «Большие Вуйки» 1 сезон, серия 7, производство «1+1 продакшн»
- август 2019 — сериал «Новая жизнь Василины Павловны»[11] серии, 17,18,19, производство телеканал ТЕТ.